# Восточный Нортбрук
Восто́чный Но́ртбрук — остров, расположенный в южной части архипелага Земля Франца-Иосифа. Самая высокая точка острова — 344 метра над уровнем моря. Этот остров — один из самых доступных островов архипелага.

## История острова
Летом покрытые зелёным мхом берега острова почти полностью освобождаются от снега, благодаря этому он часто являлся главной базой полярных экспедиций конца XIX-го — начала XX века. Назван в честь графа Нортбрука (англ. Thomas Baring, 1st Earl of Northbrook) (1826—1904), который был президентом Королевского географического общества с 1890 по 1893 год.
Вначале остров Нортбрук считался единым образованием. Пролив между Западным и Восточным Нортбруком, ранее закрытый ледником, был обнаружен в 1985 году членом историко-археологической экспедиции на ледоколе «Капитан Драницын» Ростиславом Гайдовским. Экспедиция решила назвать пролив именем Гайдовского, а островам дать наименования Западный Нортбрук и Восточный Нортбрук. Об этом был отправлен отчёт во Всесоюзное географическое общество, однако он остался без ответа.
В 2006 году Станислав Румянцев (капитан атомного ледокола «Ямал», выполнявшего через Землю Франца-Иосифа туристические круизы к Северному полюсу) также сообщил о разделении острова Нортбрук проливом на две части. В 2007 году Борге Оусланд (Норвегия) и Томасом Ульрих (Швейцария), совершавшие мемориальную экспедицию по следам Фритьофа Нансена и Ялмара Йохансена на мыс Флора острова Нортбрук, также заметили разделение острова и направили письмо в посольство РФ в Норвегии с заявлением об открытии нового острова, предложив назвать отделившийся от Нортбрука остров именем Ялмара Йохансена.
В 2008 году с задачей проверить наличие нового острова к Нортбруку в составе экспедиции «Арктика-2008» отправились два гидрографа на научном судне «Академик Фёдоров», однако по погодным условиям это задание не было выполнено.
Решением Архангельского областного собрания отделившаяся западная часть Нортбрука была названа островом Юрия Кучиева в память о капитане, который первым достиг Северного полюса на надводном судне, — Юрии Кучиеве. Однако Областное собрание не имело права давать названия новооткрытым географическим объектам.
В 2012 году в ходе комплексной экспедиции национального парка «Русская Арктика» было выполнено первичное описание пролива. Члены экспедиции прошли по его берегам с западной и восточной стороны, описали берега, выяснили навигационные особенности, сняли GPS-координаты, выполнили фотосъёмку. В этом же году гидрографы Высокоширотной экспедиции Арктического и Антарктического НИИ отсняли с воздуха пролив, произвели нивелирную съёмку, зафиксировали координаты береговой черты с помощью GPS.
Окончательно название островов Западный Нортбрук и Восточный Нортбрук в соответствии с Федеральным законом «О наименованиях географических объектов» и на основании предложения Архангельского областного Собрания депутатов было установлено распоряжением правительства РФ от 19 октября 2020.

## География
- Крайняя северная точка острова — мыс Лагерный.
- Крайняя восточная точка острова — сильно выдающийся мыс Баренца, расположенный на юго-востоке.

На северо-западе Восточный Нортбрук от острова Брюса и острова Уиндворд отделяет пролив Майерса, от острова Западный Нортбрук — пролив без официально установленного названия (предложено название пролив Гайдовского). С востока остров от Итона и островов Этеридж отделяет широкий пролив Де-Брюйне. С юга остров омывает открытое море.

## Прилегающие острова
- Остров Робертсона, небольшой остров, лежащий вблизи восточного побережья острова Нортбрук. Назван в честь Томаса Робертсона, капитана парусника «Scotia» в ходе шотландской антарктической экспедиции 1902—1904 годов. Менее 1 км в длину.
- Западный Нортбрук — отделившаяся юго-западная часть острова Нортбрук[2].

## Топографические карты
- Лист карты U-39-XXXI,XXXII,XXXIII Земля Георга. Масштаб: 1 : 200 000. Издание 1965 г.
- Лист карты U-39-XXXIV,XXXV,XXXVI о. Гукера. Масштаб: 1 : 200 000. Издание 1965 г.
- Лист карты T-39-I,II,III. Масштаб: 1 : 200 000. Состояние местности на 1957 год.
- Лист карты T-39-IV,V,VI м. Баренца. Масштаб: 1 : 200 000. Состояние местности на 1957 год.